# Linha Namboku (Metro de Tóquio)
A Linha Namboku é uma linha do Metrô de Tóquio, no Japão, operada pela Tokyo Metro. Com seus 21,3 km de extensão, circula de Meguro à Akabane-Iwabuchi, passando pelos distritos de Shinagawa, Minato, Chiyoda, Shinjuku, Bunkyo, Toshima e Kita. É também conhecida como Linha 7. É representada pela cor turquesa e identificada pela letra N.

## História
A linha Namboku é uma das linhas mais recentes da rede. O primeiro trecho entre Komagome e Akabane-Iwabuchi abriu em 29 de novembro de 1991. A linha foi então estendida para Tameike-Sannō em 1997 e depois para Meguro em 2001.

## Estações
A linha possui 19 estações, identificadas de N-01 a N-19.
| Número | Estação            | Nome japonês | Distância (km) | Correspondências                                                                                         | Distrito  |
| ------ | ------------------ | ------------ | -------------- | --- | --------- |
| N-01   | Meguro             | 目黒         | 0,0            | Toei : Linha Toei Mita Tōkyū : Linha Tokyu Meguro (interconexão) JR East : Yamanote                      | Shinagawa |
| N-02   | Shirokanedai       | 白金台       | 1,3            | Toei : Mita                                                                                              | Minato    |
| N-03   | Shirokane-Takanawa | 白金高輪     | 2,3            | Toei : Mita                                                                                              | Minato    |
| N-04   | Azabu-Jūban        | 麻布十番     | 3,6            | Toei : Linha Toei Oedo                                                                                   | Minato    |
| N-05   | Roppongi-Itchōme   | 六本木一丁目 | 4,8            | | Minato    |
| N-06   | Tameike-Sannō      | 溜池山王     | 5,7            | Tokyo Metro : Linha Ginza, Linha Chiyoda (a Kokkai-gijidōmae), Linha Marunouchi (a Kokkai-gijidōmae)     | Chiyoda   |
| N-07   | Nagatachō          | 永田町       | 6,6            | Tokyo Metro : Ginza (a Akasaka-Mitsuke), Marunouchi (a Akasaka-Mitsuke), Linha Hanzomon, Linha Yurakucho | Chiyoda   |
| N-08   | Yotsuya            | 四ツ谷       | 7,9            | Tokyo Metro : Marunouchi JR East : Chūō, Chūō-Sōbu                                                       | Shinjuku  |
| N-09   | Ichigaya           | 市ケ谷       | 8,9            | Tokyo Metro : Yurakucho Toei : Linha Toei Shinjuku JR East : Chūō-Sōbu                                   | Shinjuku  |
| N-10   | Iidabashi          | 飯田橋       | 10,0           | Tokyo Metro : Linha Tozai, Yurakucho Toei : Oedo JR East : Chūō-Sōbu                                     | Shinjuku  |
| N-11   | Kōrakuen           | 後楽園       | 11,4           | Tokyo Metro : Marunouchi Toei : Mita (a Kasuga), Oedo (a Kasuga)                                         | Bunkyo    |
| N-12   | Tōdaimae           | 東大前       | 12,7           | | Bunkyo    |
| N-13   | Hon-Komagome       | 本駒込       | 13,6           | | Bunkyo    |
| N-14   | Komagome           | 駒込         | 15,0           | JR East : Yamanote                                                                                       | Toshima   |
| N-15   | Nishigahara        | 西ケ原       | 16,4           | | Kita      |
| N-16   | Ōji                | 王子         | 17,4           | JR East : Keihin-Tohoku Toei : Linha Toden Arakawa (a Ōji-Ekimae)                                        | Kita      |
| N-17   | Ōji-Kamiya         | 王子神谷     | 18,6           | | Kita      |
| N-18   | Shimo              | 志茂         | 20,2           | | Kita      |
| N-19   | Akabane-Iwabuchi   | 赤羽岩淵     | 21,3           | Linha Saitama Rapid (interconnexão)                                                                      | Kita      |